# Everybody Loves a Nut
Everybody Loves a Nut je 22. album Johnnyja Casha objavljen 1966. u izdanju Columbia Recordsa. Omot albuma izradio je Jack Davis, popularni animator.

## Popis pjesama
1. "Everybody Loves a Nut" (Jack Clement) – 2:04
2. "The One on the Right Is on the Left" (Clement) – 2:46
3. "Cup of Coffee" (Elliott) with Ramblin' Jack Elliott – 4:40
4. "The Bug That Tried to Crawl Around the World" (Cash) – 2:54
5. "The Singing Star's Queen" (Jackson King, Bill Mack) – 2:55
6. "Austin Prison" (Cash) – 2:06
7. "Dirty Old Egg Sucking Dog" (Clement) – 2:05
8. "Take Me Home" (Clement, Allen Reynolds) – 2:37
9. "Please Don't Play Red River Valley" (Cash) – 2:54
10. "Boa Constrictor" (Shel Silverstein) – 1:45
11. "Joe Bean" (Bud Freeman, Leon Pober) – 3:05

## Izvođači
- Johnny Cash - vokali
- Luther Perkins, Norman Blake - gitara
- Bob Johnson - gitara, flauta, bendžo
- Marshall Grant - bas
- W.S. Holland - bubnjevi
- Bill Pursell - klavir
- Jack Elliott - jodl
- The Carter Family, The Statler Brothers - prateći vokali

## Ljestvice
Album - Billboard (Sjeverna Amerika)
| Godina | Ljestvica  | Pozicija |
| ------ | ---------- | -------- |
| 1966.  | Pop albumi | 88       |

Singlovi - Billboard (Sjeverna Amerika)
| Godina | Singl                                 | Ljestvica        | Pozicija |
| ------ | ------------------------------------- | ---------------- | -------- |
| 1966.  | "The One on the Right is on the Left" | Country singlovi | 2        |
| 1966.  | "The One on the Right is on the Left" | Pop singlovi     | 46       |
| 1966.  | "Everybody Loves a Nut"               | Country singlovi | 17       |
| 1966.  | "Everybody Loves a Nut"               | Pop singlovi     | 96       |
| 1966.  | "Boa Constrictor"                     | Country singlovi | 39       |

## Vanjske poveznice
- Podaci o albumu i tekstovi pjesama